# Georg Brenninger

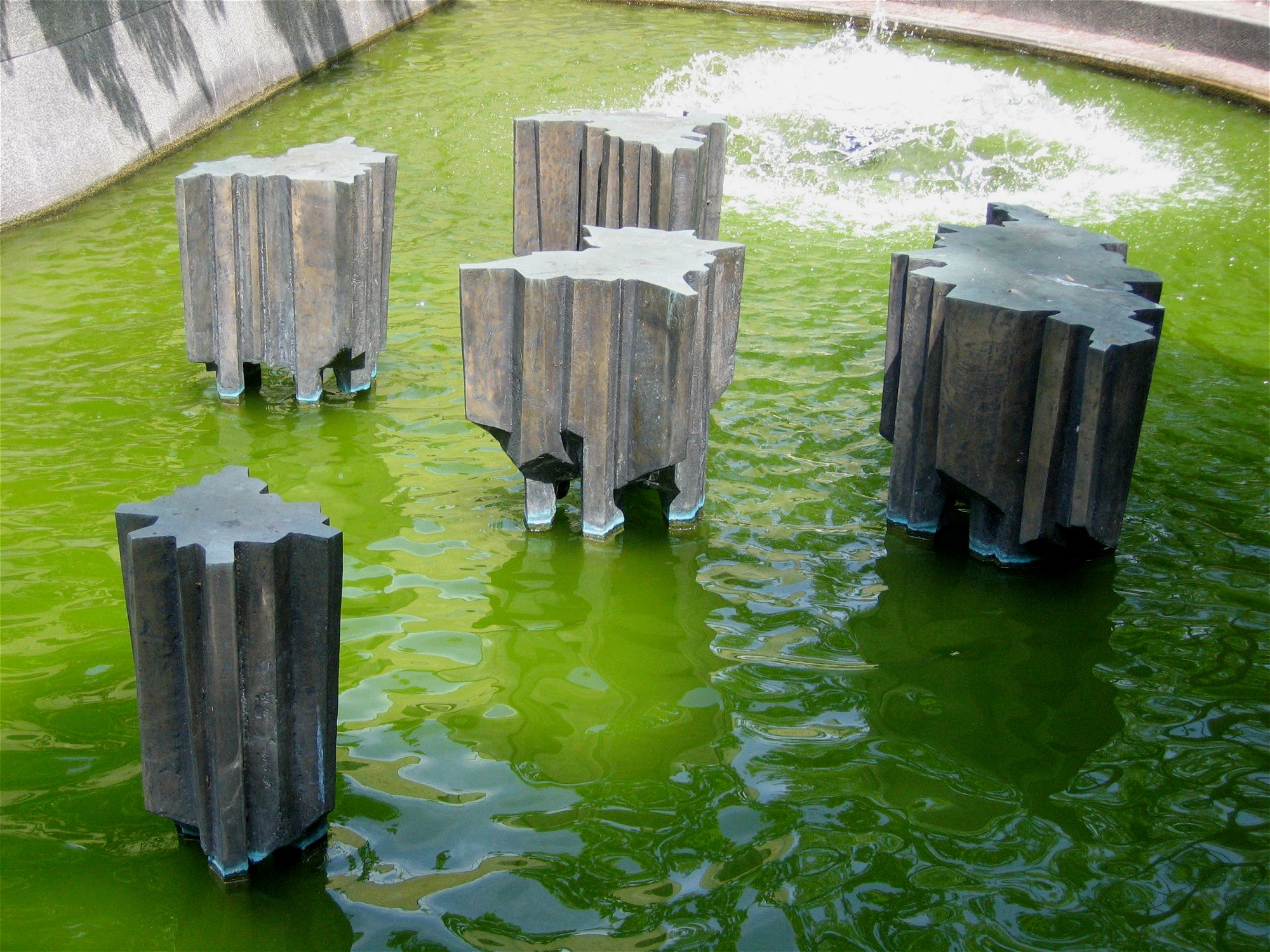
Erdteile, 1980, framför Neue Pinakothek i München

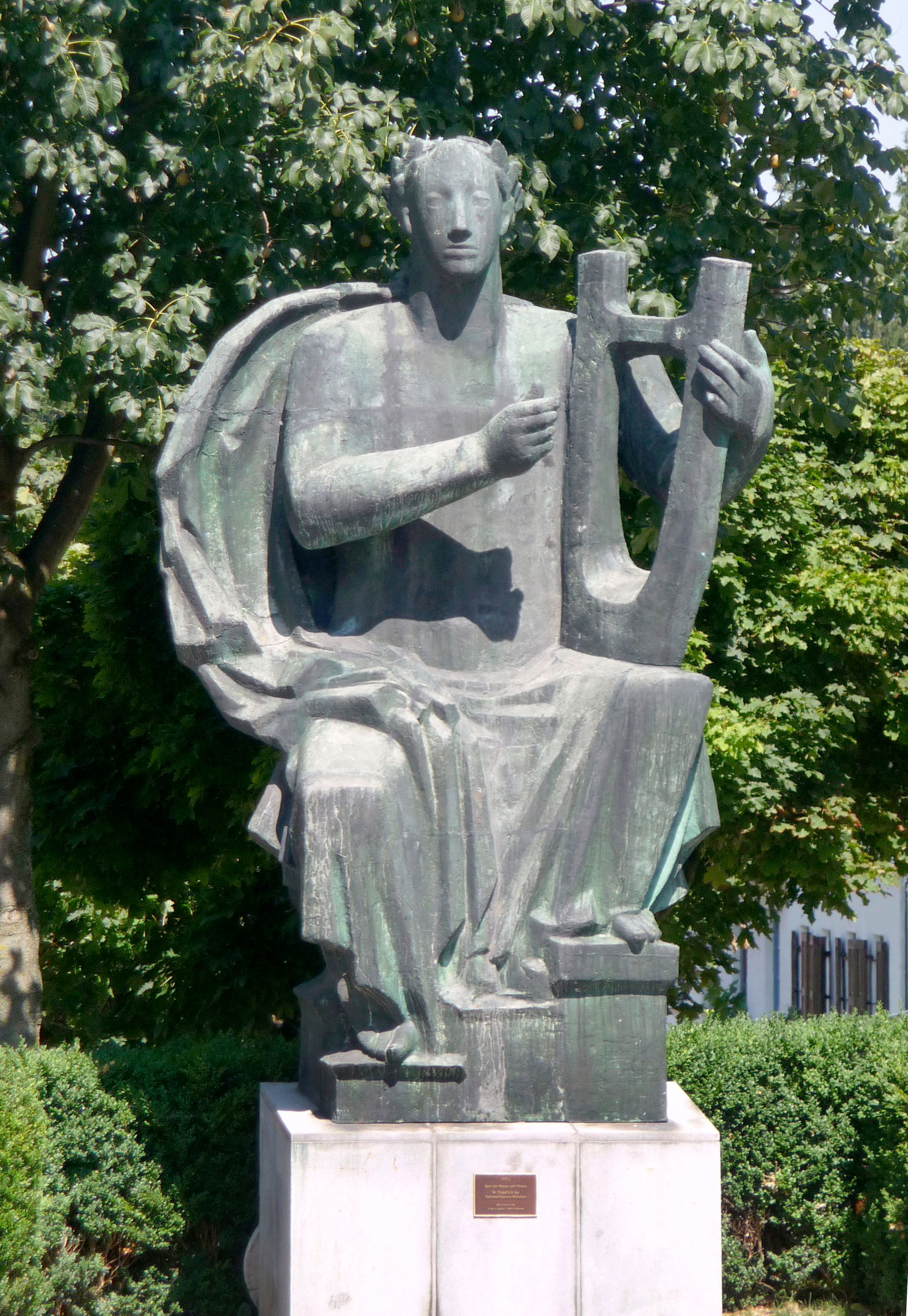
Apoll i Velden an der Vils

Georg Brenninger, född 18 december 1909 i Velden an der Vils, död 13 november 1988 i München, var en tysk skulptör och arkitekt.

## Levnad och verk
Georg Brenninger växte upp i fattiga omständigheter med en sjuklig far. Han gick som fadern i lära till murare och senare också som stenhuggare. Han blev murarmästare 1928 och studerade därefter på en yrkesskola i München. Mellan 1930 och 1932 gick han som elev för Theodor Fischer på Münchens Tekniska Högskola och därefter för skulptören Hermann Hahn på Akademie der Bildenden Künste München.
Åren 1939-42 var han krigskorrespondent efter att ha blivit sårad i Ryssland. Han arbetade som skulptör 1943-47 och var från 1947 också professor i byggnadsrelaterad skulptur vid Münchens Tekniska Högskola. År 1961 blev han professor i skulptur vid Akademie der Bildenden Künste München och var också 1968-69 presees vid akademien. Från 1978 till sin död 1988 arbetade han som fristående skulptör. 
Det finns offentliga verk av honom i bland annat Vilsbiburg, Söcking, Germering, Bonbruck, Erlangen och Thannhausen i Tyskland, samt i Kundl i Österrike. Han bodde och arbetade i Velden, där också omkring 40 av hans skulpturer finns permanent uppställda.

## Offentliga verk i urval
- Kontors- och bostadshuset Kithan-Haus, 1953-54, Maximiliansplatz 12a i München
- Apoll und die neun Musen, skulptur, 1964-72, Nationaltheater i München